# Ture Fabiansson
Ture Sigmund Fabiansson, född 6 maj 1910 i Eksjö, död 1 april 1994 i Vrigstad, var en svensk målare med signaturen TF. Han var verksam i Vrigstad från 1943 fram till sin död.
Ture Fabiansson studerade på Otte Skölds målarskola i Stockholm 1932–1933, Maison Watteau i Paris 1933–1934 samt på fria akademier i Paris 1934–1938. Förebilder var postimpressionisterna Paul Cézanne och Henri Matisse. Han arbetade tidvis som adjungerad professor på Kungliga konsthögskolan i Stockholm under 1950-talet. 
Han är representerad på Moderna Museet, Göteborgs konstmuseum, Borås konstmuseum, Vandalorum Värnamo Jönköpings museum, Norrköpings konstmuseum, Västerås konstmuseum och Smålands museum i Växjö.
Ture Fabiansson är far till författaren Nils Fabiansson.